# John Shipley, Baron Shipley

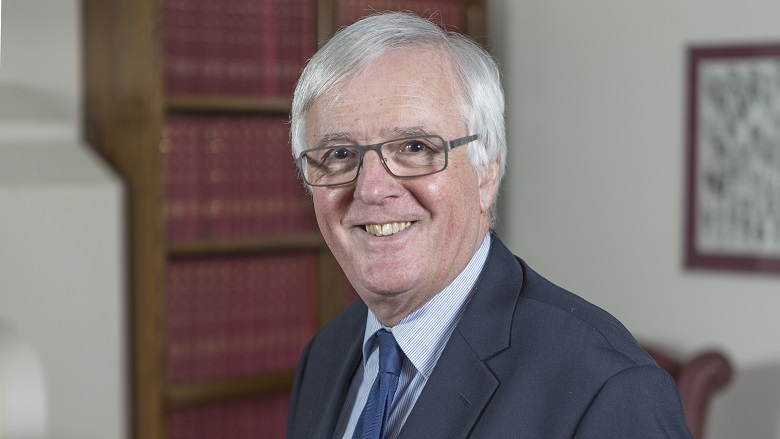
John Shipley, Baron Shipley

John Warren Shipley, Baron Shipley OBE (* 5. Juli 1946 in Whitby, North Yorkshire) ist ein britischer Politiker der Liberal Party sowie jetzt der Liberal Democrats, der fünf Mal erfolglos für ein Abgeordnetenmandat im House of Commons kandidierte und seit 2010 als Life Peer Mitglied des House of Lords ist.

## Leben

### Berufliche Laufbahn und erfolglose Unterhauskandidaturen
Shipley, der seine berufliche Laufbahn von 1969 bis 1971 bei Procter & Gamble begann, war von 1971 bis 2005 Mitarbeiter von The Open University und dort zuletzt von 1997 bis 2005 Regionaldirektor für den Norden und die Europäische Union.
Mitte der 1970er Jahre begann er seine politische Laufbahn in der Liberal Party und kandidierte für diese bei den Unterhauswahlen am 28. Februar 1974 sowie am 10. Oktober 1974 im Wahlkreis Blyth jeweils ohne Erfolg für ein Mandat im House of Commons und unterlag bei beiden.
Bei den Unterhauswahlen am 3. Mai 1979 bewarb er sich im Wahlkreis Hexham erneut erfolglos für ein Abgeordnetenmandat. Auch seine beiden Kandidaturen im Wahlkreis Newcastle North bei den Wahlen am 9. Juni 1983 sowie am 11. Juni 1987 waren erfolglos.

### Kommunalpolitiker und Oberhausmitglied
1975 wurde er jedoch erstmals zum Mitglied des Stadtrates von Newcastle upon Tyne gewählt und gehörte diesem 37 Jahre lang bis 2012 an. Später war Shipley, der in den 1980er Jahren Mitglied der Polizeiverwaltung von Northumberland war, von 1988 bis 1998 Führer der Opposition im Stadtrat von Newcastle upon Tyne. Für seine Verdienste wurde er 1995 mit dem Offizierskreuz des Order of the British Empire ausgezeichnet. In den 1990er Jahren war er außerdem erstmals Mitglied der Passagiertransportverwaltung von Tyne and Wear und bekleidete diese Funktion erneut von 2004 bis 2006. Zeitgleich war er von 2004 bis 2006 Mitglied des Vorstandes der Betreibergesellschaft für den Flughafen Newcastle sowie von 2005 bis 2012 auch Vorstandsmitglied der für die Region North East England zuständigen Regionalentwicklungsagentur One North East. Zwischen 2006 und 2010 war er zudem Mehrheitsführer im Stadtrat von Newcastle upon Tyne.
Durch ein Letters Patent vom 14. Juli 2010 wurde Shipley als Life Peer mit dem Titel Baron Shipley, of Gosforth in the County of Tyne and Wear, in den Adelsstand erhoben. Kurz darauf erfolgte am 15. Juli 2010 seine Einführung (Introduction) als Mitglied des House of Lords. Im Oberhaus gehört er zur Fraktion der Liberal Democrats. 
Seit 2010 ist er Vizepräsident der Local Government Association (LGA), die vergleichbar dem Deutschen Städte- und Gemeindebund die Interessen der Kommunalverwaltungen vertritt.